# 101. километар
101. километар (рус. 101-й километр) је колоквијална фраза за ограничења слободе кретања у Совјетском Савезу.
101. километар је постао колоквијална фраза за ограничења слободе кретања под прописком, совјетским системом контроле унутрашњих миграција. Током већег дела совјетске ере, криминалцима и другим непожељним, укључујући и оне ослобођене из Гулага, често је било забрањено да се насељавају у већим урбаним центрима као што је Москва. Прописни закони су били делимично намењени да непожељне елементе држе подаље од странаца, који су обично били ограничени на подручја унутар 25 километара центара градова, на сличан начин као на Олимпијским играма 1980. Права бившег затвореника да се слободно креће земљом након изласка из затвора била би ограничена на дужи временски период. Уместо редовних докумената, бивши затвореници су добијали привремену замену, „вучју карту“ (рус. волчий билет), и били су ограничени на егзил без права да се населе ближе од 100 километара до великих урбаних центара где би им била одбијена боравишна дозвола по систему прописке.
У пост-Стаљиновом Совјетском Савезу приметна чистка непожељних људи изван 101. километра била је у припремама за Олимпијске игре у Москви 1980. године, као покушај власти да побољшају имиџ Москве у очима странаца.
У савременој Русији, ових 100 километара ограничење је укинуто — иако постоје слична  ограничења на снази.